# 訊科國際
訊科國際有限公司，簡稱訊科國際（英語：Teletech International Holdings Limited，港交所除牌時0500.HK），在1982年成立，在1988年於香港交易所主板上市，當時經營電子產品行業。
當時在1989年，被瑞菱國際(集團)有限公司（e-Kong Group Limited前身）收購以及進行合併，但由於未能通過而被迫擱置，直至在1992年，母公司發生財政問題，在1994年被曾是嘉域集團有限公司旗下企業以及收購，更名為凱威國際有限公司，再到現時天地數碼(控股)有限公司至今。

## 連結
- IRASIA.com/listco/hk/dvn （页面存档备份，存于）
- DVNHoldings.com